# Museum Hofmühle Immenstadt

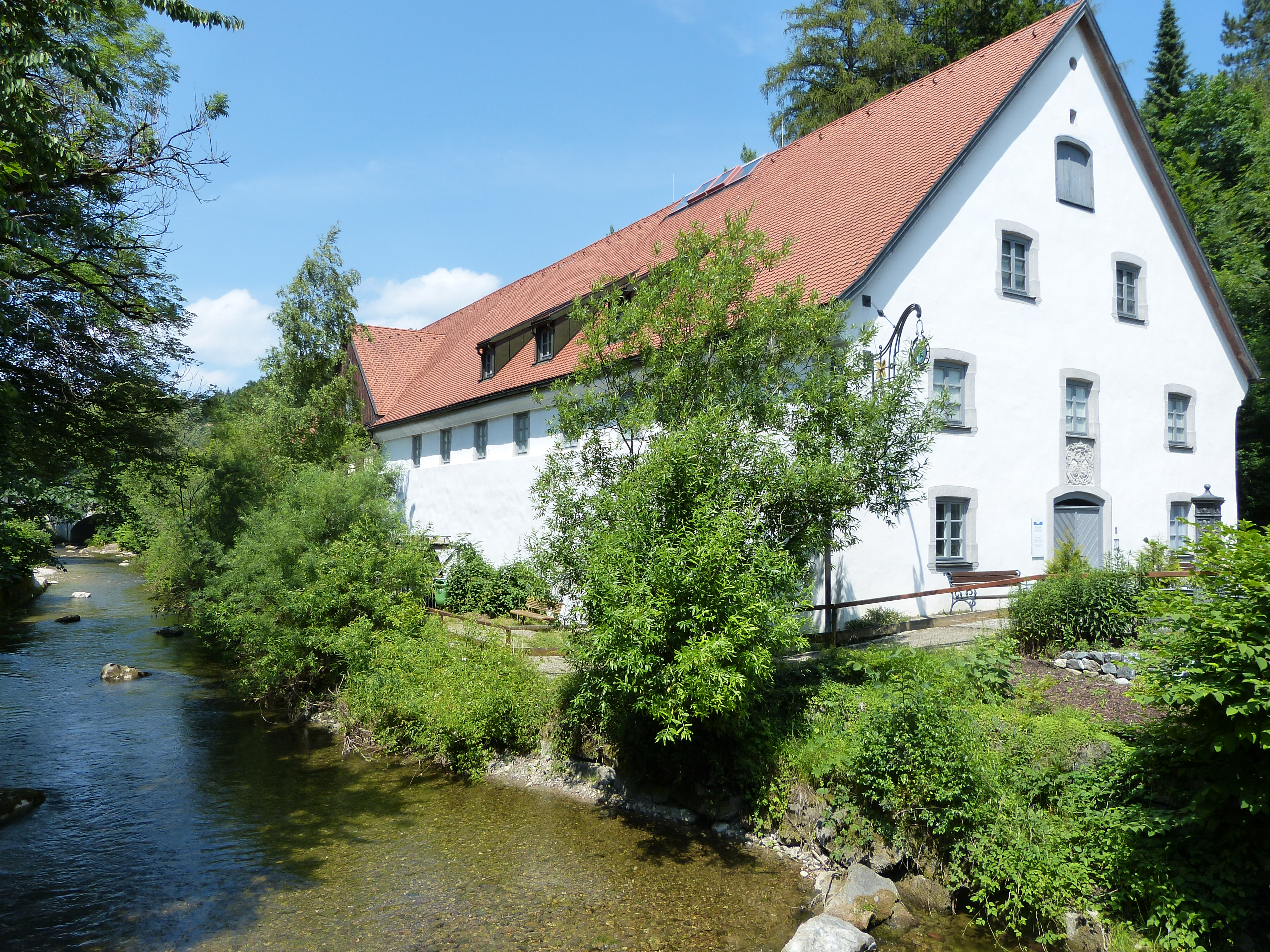
Außenansicht des Museums Hofmühle in Immenstadt.

Das Museum Hofmühle in Immenstadt ist ein kulturgeschichtliches Museum mit stadtgeschichtlichem Schwerpunkt. Es besteht seit 1990 als regionales Schwerpunktmuseum für das obere Allgäu. Die ursprünglich 700 m² große Ausstellungsfläche wurde 1997 auf 1000 m² vergrößert. Veranstaltungsräume für Seminare und Projekte erweitern die Infrastruktur. 
Das Museum bemüht sich, dem Besucher Fakten durch Interaktion zu vermitteln (Erlebnismuseum). Neben den klassischen Themen eines Heimatmuseums sticht der Bereich Industriegeschichte ins Auge. Die Schausammlung zeigt Immenstadt in Mittelalter und Neuzeit als einen bedeutenden Warenumschlagplatz für Salz und Leinwand, den Beginn der Industrialisierung 1855 mit der „Mechanischen Bindfadenfabrik“, die Wirtschaftswunderzeit mit der Riedel-Motoren-AG und der Motorrad-Legende „Imme“, den Strümpfen der Firma Kunert Strumpf- und Trikotagenfabrik und der postindustriellen Epoche mit einem Zweigwerk der Robert Bosch GmbH ab 1985.
Eine enge Verbindung besteht zur „Kulturgemeinschaft Oberallgäu“, einer gemeinsamen Gründung der Städte Immenstadt, Sonthofen und dem Markt Oberstdorf. Diese kulturelle Fördereinrichtung veranstaltet mit der sogenannten „Südlichen“ eine regional bedeutende Jahresausstellung der bildenden Künstler des südlichen Oberallgäus. Die Hofmühle in Immenstadt war seit 2003 mehrfach Veranstaltungsort.
Darüber hinaus hebt eine kleine Sammlung wertvoller Bilder des 1846 im eingemeindeten See bei Bühl am Alpsee geborenen Landschaftsmalers Johann Georg Grimm die Hofmühle aus dem Kreis der zahlreichen Heimatmuseen heraus. Grimm unternahm mehrjährige Studienreisen in Mittelmeerländer, ging dann nach Brasilien, lehrte an der kaiserlichen Kunstakademie in Rio de Janeiro, führte die Freiluftmalerei in Brasilien ein und gab seine Fertigkeiten in einer eigenen Malschule „O Grupo Grimm“ an später berühmte Künstler weiter. Er starb bereits mit 41 Jahren in Palermo an Tuberkulose.

## Geschichte
Der Käsegroßhändler Rudolf Herz öffnete im Sommer 1919 mit Gleichgesinnten in einem historischen Immenstädter Bauernhaus das „Oberallgäuer Heimatmuseum Immenstadt“ und brachte darin seine aus der Zeit vor dem Ersten Weltkrieg zusammengetragenen Kunstschätze unter. Die Vorgängerorganisation des heutigen „Heimatvereins Immenstadt e. V.“ betreute die Sammlung. 
Ein Luftangriff zerstörte in den letzten Monaten des Zweiten Weltkriegs das Museumsgebäude und mit ihm viele Exponate. Herz hatte allerdings in kluger Voraussicht bereits 1939 viele Ausstellungsstücke in sicheren Räumen untergebracht.

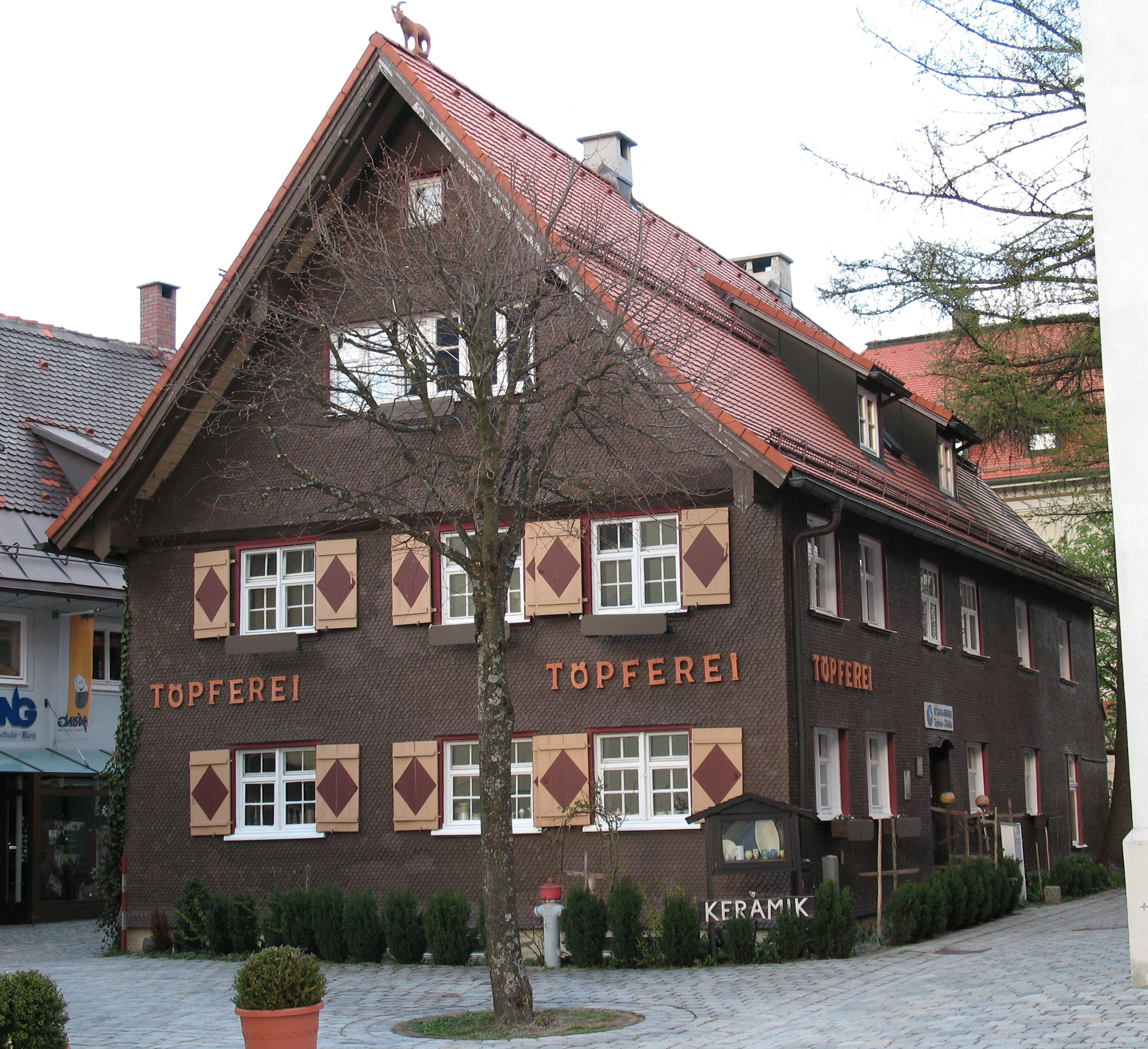
Das Hörmannhaus am Klosterplatz

Sein Nachfolger, der Architekt Martl Küchle, gründete 1950 den „Heimatdienst Immenstadt“ und eröffnete 1957 im Hörmannhaus am Klosterplatz ein neues „Heimatmuseum Immenstadt“. Das vom Kapuzinerorden überlassene Gebäude war aber zu klein und für die Sammlungsstücke in einem zu schlechten Zustand, sodass weiter nach einer Lösung gesucht werden musste. Schließlich kaufte 1983 die Stadt die damals vom Verfall bedrohte einstige Hofmühle und sanierte das denkmalgeschützte Gebäude. 
Die bereits im 15. Jahrhundert erwähnte Mühle war – immer die Wasserkraft nutzend – im 16. Jahrhundert Mahl-, Säge-, und Papiermühle und nach 1650 eine Hammer- und Achsenschmiede. Nachdem 1763 bei einem verheerenden Feuer das Handwerkerviertel mit seinen Schmieden niederbrannte, ließ Franz Hugo Graf von Königsegg-Rothenfels (regierte 1759–1771) die heutige Hofmühle bauen. Unter dem Königreich Bayern war sie im 19. Jahrhundert als „Stadtmühle“ die leistungsfähigste Mühle im Bezirk Schwaben. Der letzte Besitzer der „Mechanischen Bindfadenfabrik“ nutzte sie zur Stromerzeugung, als Garnfärberei und als Lagergebäude und machte sie so zu einem Stück Immenstädter Industriegeschichte.
Die sanierte Hofmühle ging 1990 als innovatives Heimatmuseum in Betrieb.